# Saratoga Springs, New York
Saratoga Springs är en ort i Saratoga County i delstaten New York, USA.